# Équipe de Grande-Bretagne féminine espoir de kayak-polo
L'équipe de Grande-Bretagne féminine espoir de kayak-polo est l'équipe féminine espoir qui représente la Grande-Bretagne dans les compétitions majeures de kayak-polo.
Elle est constituée par une sélection des meilleures joueuses anglaises âgées de moins de 21 ans.